# HŠK Posušje

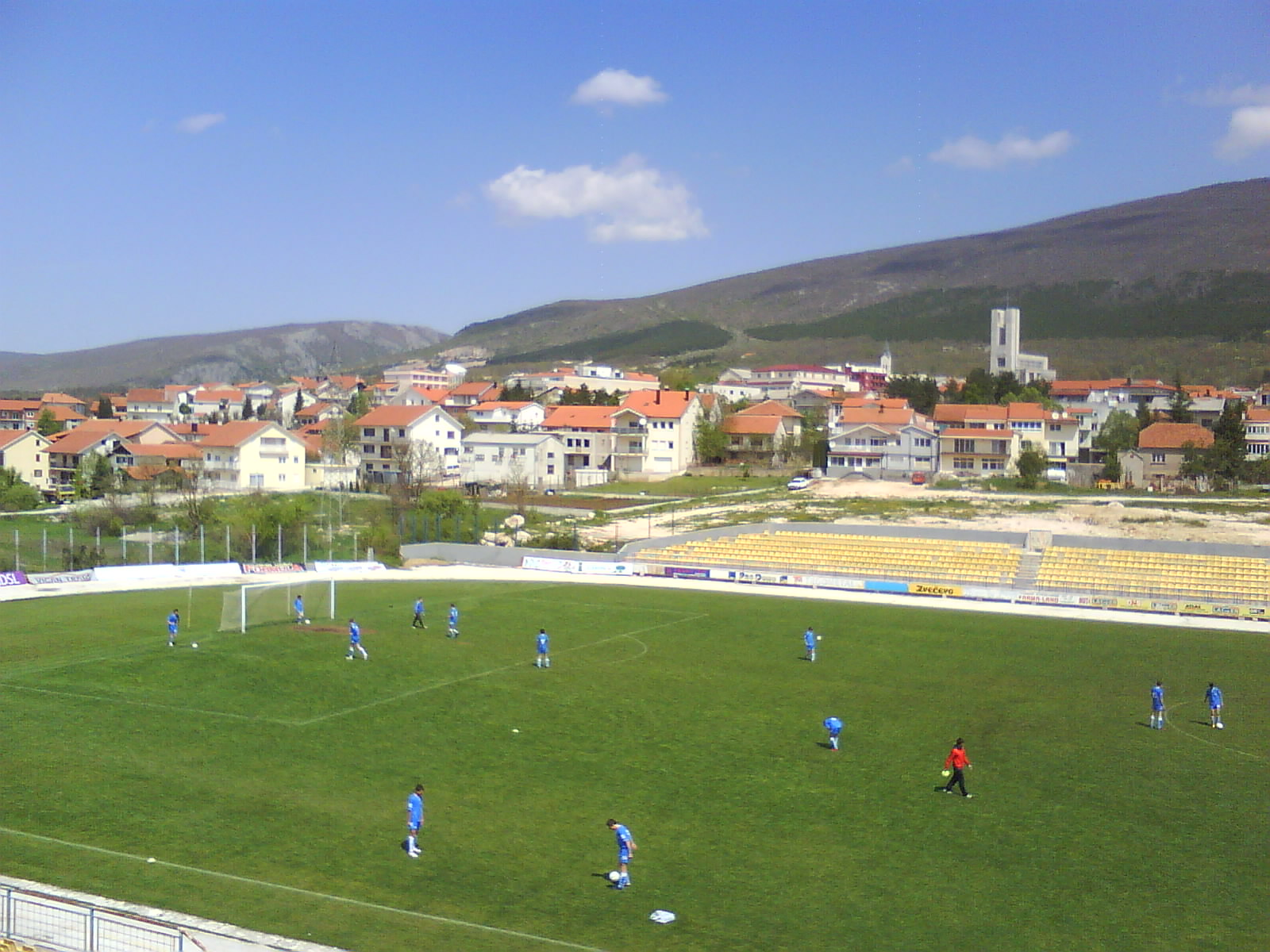
NK Posušje in actie tijdens een thuiswedstrijd

NK Posušje is een Kroatisch-Bosnische voetbalclub uit Posušje.
De club werd in juli 1950 opgericht als NK Zidar en veranderde de clubnaam in NK Boksit in 1963. Begin jaren 90 werd de huidige naam aangenomen. Tot seizoen 1999/00 speelde de club in de Herzeg-Bosnië-liga die enkel toegankelijk was voor Kroatische clubs. De laatste 2 seizoenen werd de club kampioen, maar omdat de competitie niet door de UEFA erkend werd speelde de club geen Europees voetbal.
Na de samenvoeging van de competities in 2000 werd de club 8ste op 22. Dat was de beste notering sindsdien eindigt de club elk jaar in de middenmoot tot een degradatie volgde in 2009.

## Erelijst
- Kampioen Bosnië-Herzegowina
  - 1999, 2000

Borac Banja Luka · 
GOŠK Gabela · 
Igman ·
Posušje · 
Radnik Bijeljina · 
Sarajevo · 
Široki Brijeg · 
Sloboda Tuzla ·
Sloga Doboj ·
Velež Mostar ·
Zeljeznicar Sarajevo · 
Zrinjski Mostar ·